# Raïon de Ietkoul
Le raïon de Ietkoul (en russe : Еткульский район, Ietkoulski raïon) est une subdivision administrative de l'oblast de Tcheliabinsk, en Russie. Son centre administratif est le village de Ietkoul.

## Géographie
Le raïon est au centre-est de l'oblast de Tcheliabinsk, dans une région parsemée de nombreux plans d'eau. Il s'y trouve entre autres le lac Itkoul. Sur le plan géomorphologique, le raïon prend place dans une zone de transition entre l'Oural et la plaine de Sibérie occidentale.

## Histoire
L'histoire du raïon commence avant tout avec l'histoire de sa ville centre, fondée en 1737 par la création d'une forteresse faisant office d'avant-poste défensif sur une frontière encore jeune. C'était une zone de transit militaire. Cette partie de son histoire est d'ailleurs largement retranscrite sur son blason.
Le raïon a été créé le 1er mars 1924.

## Économie
Un pan important de l'économie est l'industrie minière et la transformation des matériaux. De l'or est également extrait du sol. Par ailleurs, l'agriculture représente un autre pilier économique, avec la production de lait, de céréales, de viande, de volaille, d’œufs, du colza, de pommes de terre et de légumes. Une partie de la surface agricole utile est occupée par des cultures fourragères. Une entreprise tient le rôle de fromagerie et de crèmerie. Cette production variée confère au raïon le rôle de ferme de la région.

## Éducation
Il existe 44 établissements d'enseignement : 20 écoles maternelles, 6 écoles primaires, 11 collèges, 3 lycées, et 3 établissements d'enseignement supérieur et une école correctionnel. Il existe en outre une filière professionnelle.

## Administration
| Municipalité                  | Centre        | Population (2002) |
| ----------------------------- | ------------- | ----------------- |
| Municipalité de Biektich      | Biektich      | 733               |
| Municipalité de Bielonosovo   | Bielonosovo   | 2405              |
| Municipalité de Bieloousovo   | Bieloousovo   | 1019              |
| Municipalité d'Emanjielinka   | Emanjielinka  | 5103              |
| Municipalité de Ietkoul       | Ietkoul       | 6208              |
| Municipalité de Karataban     | Karataban     | 2366              |
| Municipalité de Koïega        | Koïega        | 5115              |
| Municipalité de Liebiedievka  | Liebiedievka  | 690               |
| Municipalité d'Ovobatyrino    | Ovobatyrino   | 766               |
| Municipalité de Pietchionkino | Pietchionkino | 1983              |
| Municipalité de Pisklovo      | Pisklovo      | 870               |
| Municipalité de Sieliezian    | Sieliezian    | 2270              |